# Berliner Tumult
Als Berliner Tumult werden innerprotestantische konfessionelle Unruhen bezeichnet, die sich in der Karwoche 1615 in Berlin-Kölln ereigneten.

## Vorgeschichte

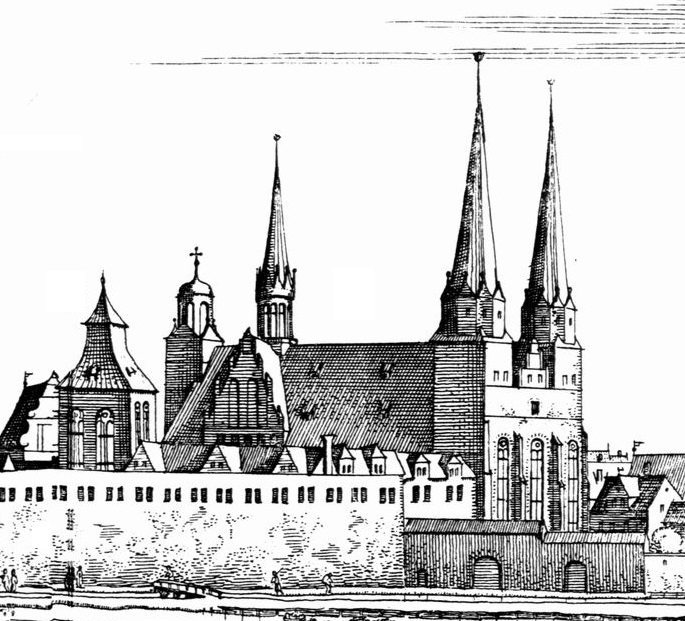
Berliner Dom im frühen 17. Jahrhundert

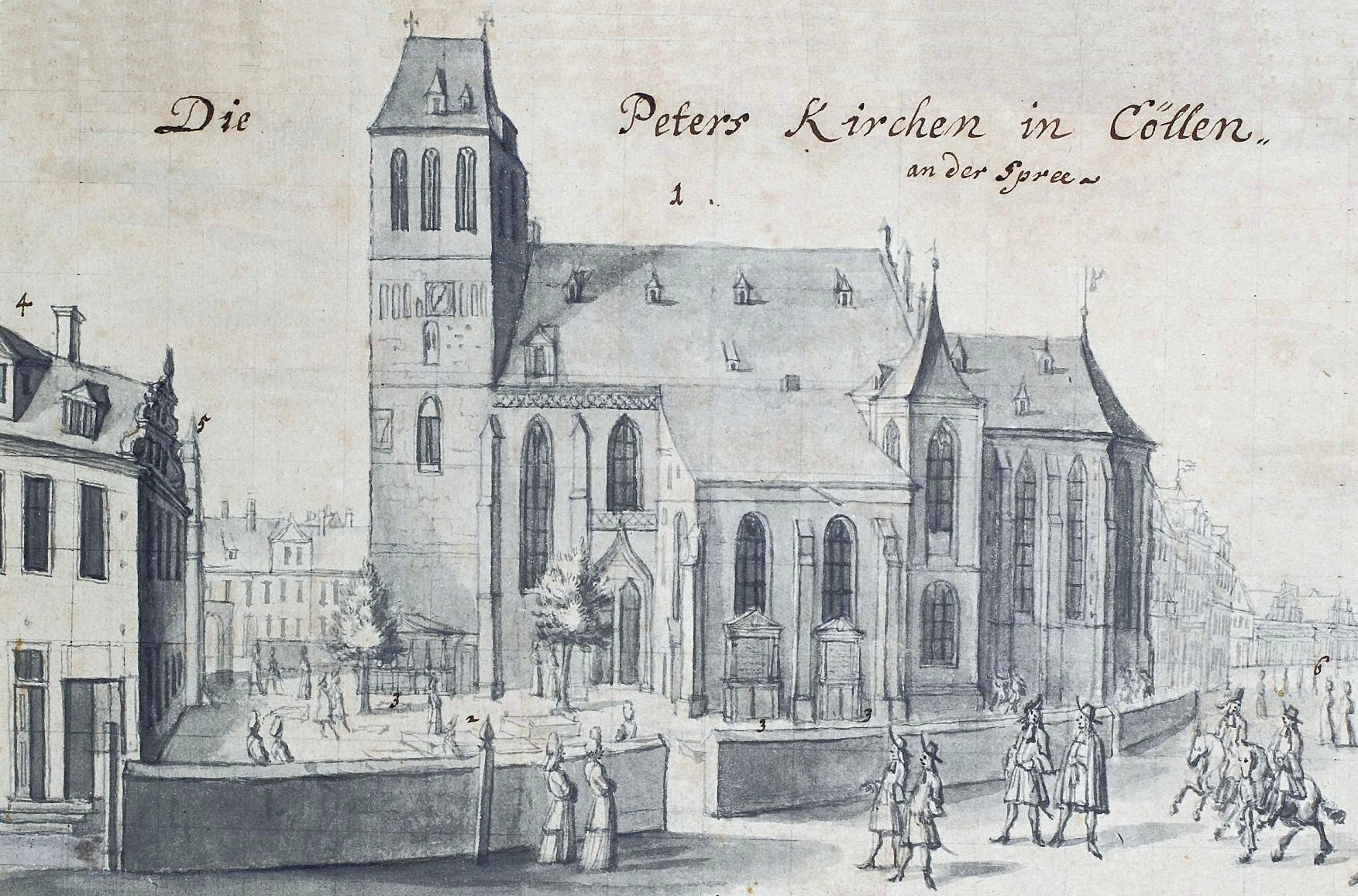
St.-Petri-Kirche Kölln von Süden mit Kirchhof, um 1690

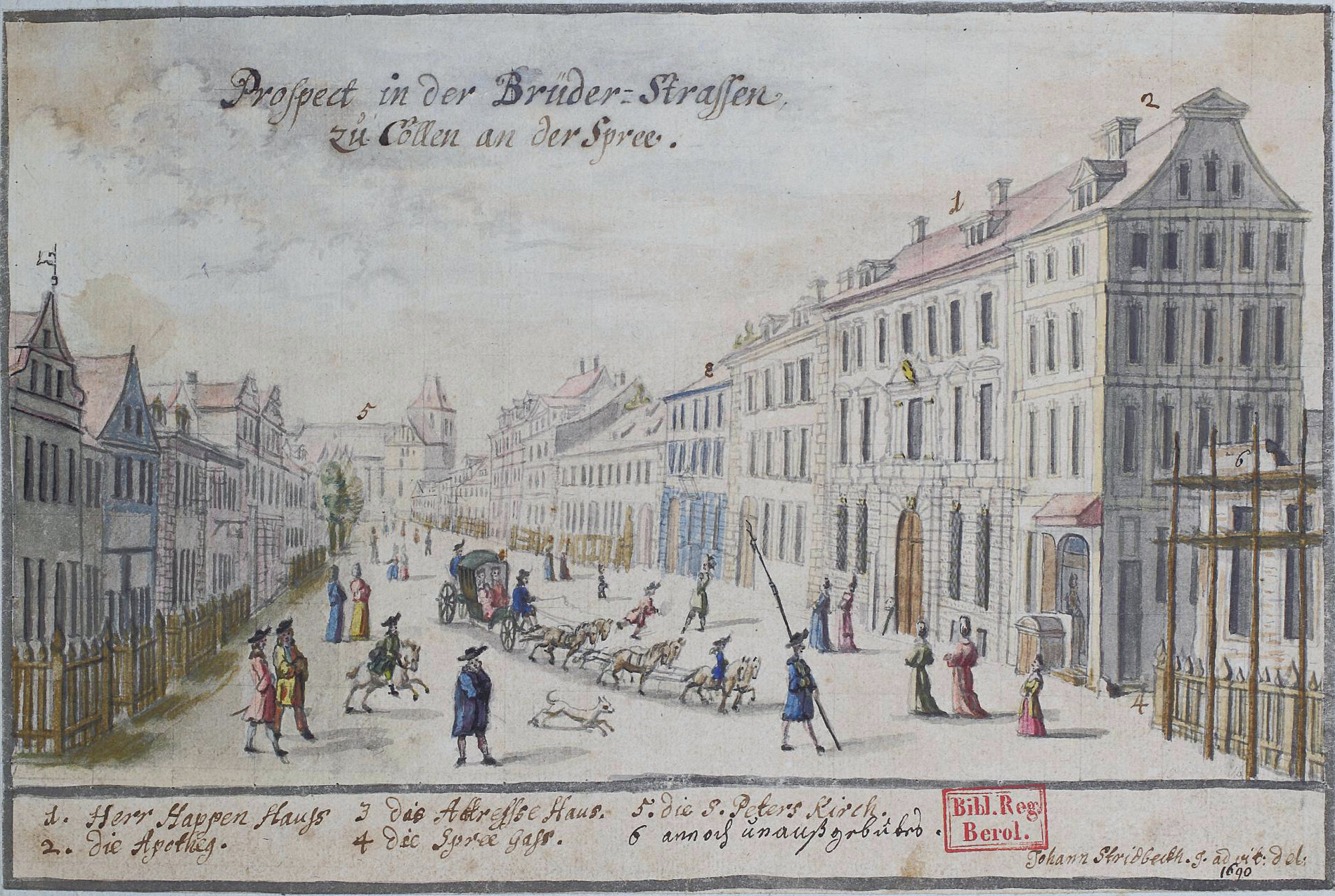
Brüderstraße von Norden Richtung Petrikirche, um 1690

Kurfürst Johann Sigismund hatte am Weihnachtstag 1613 mit einer Abendmahlsfeier nach reformiertem Ritus im (alten) Berliner Dom seine schon länger vollzogene Hinwendung zum Calvinismus öffentlich gemacht. Sowohl er selbst wie sein Bruder und Statthalter Johann Georg verbanden damit anfangs die Absicht, die Landeskirche Brandenburgs, zu der nach dem Jülich-Klevischen Erbfolgestreit 1609 auch reformiert geprägte Landesteile gehörten, insgesamt zum reformierten Bekenntnis und Gottesdienst zu führen. Darin sahen sie keinen Glaubenswechsel, sondern die Vollendung der Reformation durch Beseitigung „papistischer“ Reste, insbesondere der Abendmahlsfeier mit Hostien, des Exorzismus bei der Taufe und der Kruzifixe und sonstigen Bilder in den Kirchen. Sie stießen damit auf den Widerstand der Geistlichen in Stadt und Land, bei denen, seit der Einführung der lutherischen Reformation durch Joachim II. 1539 und der Beilegung innerlutherischer Kontroversen durch die Konkordienformel 1577, die lutherische Orthodoxie vorherrschte.

## Verlauf
Nachdem bereits Joachim Friedrich 1608 bei einer Neugestaltung des Doms Skulpturen und Bilder entfernt, das Domstift aufgelöst und die Kirche durch den Generalsuperintendenten Christoph Pelargus auf den Namen Zur Heiligen Dreifaltigkeit neu hatte einweihen lassen, veranlasste Johann Georg mit Zustimmung seines auf der Jagd befindlichen Bruders, des Kurfürsten, am Donnerstag, 30. Märzjul. / 9. April 1615greg., die vollständige Beseitigung aller Bilder, des Taufsteins sowie des Hochaltars, an dessen Stelle ein einfacher Abendmahlstisch aufgestellt wurde. Insbesondere die Entfernung und Zerstörung des Triumphkreuzes empörte einige Zeugen des Geschehens, die darin einen Angriff auf den dargestellten Christus selbst sahen. 
Am darauf folgenden Palmsonntag, 2. Apriljul. / 12. April 1615greg., predigte der reformierte Domprediger Martin Füssel zwischen 9 und 10 Uhr im Dom und rechtfertigte die Maßnahme als Reinigung von „papistischem Unflat“. Gegen den angeblichen pädagogischen Wert der Kirchenbilder argumentierte er mit Hinweis auf eine Skulptur in der nahen Petrikirche, die ein Paar bei der Hurerei zeige. Als am selben Sonntag um 12 Uhr der lutherische Kaplan Peter Stuler die Kanzel der Petrikirche bestieg, wusste er nicht nur von den Ereignissen im Dom, sondern auch von Füssels Predigtäußerungen und reagierte darauf mit heftigen Gegenangriffen. Seine gewagteste Äußerung richtete sich direkt an den Kurfürsten: „Willst du reformieren, so ziehe nach Jülich, da hast du zu reformieren genug.“ Etwa hundert Zuhörer rotteten sich danach zusammen und äußerten Drohungen gegen die Calvinisten; es kam jedoch nicht zu Tätlichkeiten. Stuler wurde von seinem vorgesetzten Propst getadelt und indirekt auch von der lutherisch gebliebenen Kurfürstin Anna, die sonst stets für das lutherische Bekenntnis Partei ergriff.
Am Folgetag, Montag der Karwoche, kam Stuler zur Besinnung und fürchtete harte Konsequenzen. Am Abend verließ er die Stadt in Richtung Schöneberg. Allen, die ihm begegneten, erklärte er, ihm drohe Kerker oder Schlimmeres. Vor Stulers Haus kam es dadurch zu einem Auflauf empörter Bürger, die ihn verteidigen wollten. Die Frau des Predigers schenkte Bier aus, wofür sie das Krugrecht besaßen. Die erregte Menge lief die Brüderstraße auf und ab und warf Steine in die Häuser der reformierten Prediger Füssel, Sachse und Finck sowie des Hofarztes. Gegen 22 Uhr kam der Statthalter Johann Georg selbst mit acht Reitern und einigen Trabanten vom Schloss zur Petrikirche herüber, um für Ruhe zu sorgen. Die mit 500–700 Personen bezifferte Menge glaubte, er komme, um ihren Prediger zu verhaften, und einige, die Gewehre bei sich hatten, verschanzten sich hinter der Kirchhofmauer. Ein Begleiter des Statthalters gab einen Warnschuss ab. Einige aus der Menge stiegen darauf in den Kirchturm und läuteten die Sturmglocke, sodass auch aus Berlin über die Spreebrücke Menschen herbeieilten. Johann Georg ließ den Bürgermeister von Cölln wecken, damit er die Leute beruhigte, doch sein Anblick im Schlafpelz erregte sie nur noch mehr. Der Statthalter beschloss, zum Schloss zurückzukehren, um eine weitere Eskalation zu vermeiden. Dabei wurde er beschimpft und verhöhnt. Etwa eine Stunde lang versuchte er noch, die Menge zu besänftigen. Es fielen weitere Schüsse von beiden Seiten, es gab Verletzte, aber niemand wurde getötet. Johann Georg wurde von einem Pflasterstein am Bein getroffen. Schließlich zog er sich mit seiner Begleitung zurück; auch die meisten Bürger gingen nach Hause. Ein kleiner Trupp aber drang ins Haus des Hofpredigers Füssel ein und zerstörte und entwendete den gesamten Hausrat. Füssel selbst konnte mit seiner Familie über das Dach in ein Nachbarhaus entkommen.
Am Dienstag war die Volksempörung noch nicht abgeklungen und einige Wortführer stießen erneut Drohungen gegen reformierte Hofbeamte und sogar gegen das Schloss aus. Stuler kam in die Stadt zurück und fachte zusammen mit einem Amtsbruder an St. Petri die Erregung erneut an. Am selben Tag kehrte auch der Kurfürst von der Jagd zurück. Er legte eine starke militärische Besatzung in die Stadt, die die Ruhe wiederherstellte. Auf das Ausfindigmachen und Bestrafen der Rädelsführer verzichtete er, um nicht neues Öl ins Feuer zu gießen. Am 27. Januar 1616 verkündete Kurfürst Johann Sigismund das Urteil, das vom Schöppenstuhl zu Leipzig bestätigt wurde; demnach wurde dem Kaplan Stuler lediglich das Schankrecht entzogen. Er verließ die Stadt im selben Jahr und übernahm eine andere Pfarrstelle.

## Folgen
Der Kurfürst verzichtete nach dem Tumult endgültig auf den Versuch, die gesamte Landeskirche im calvinischen Sinn zu reformieren. Der konfessionelle Konflikt schwelte noch jahrzehntelang weiter, und die obrigkeitlich verordnete Toleranz, die eine Einschränkung der lutherischen Bekenntnisfreiheit bedeutete, erbitterte die lutherische Geistlichkeit, darunter Paul Gerhardt, nur umso mehr. Erst zum Reformationsjubiläum 1817 verfügte Friedrich Wilhelm III. die Union. Aber der Agendenstreit und die Sezession der Altlutheraner offenbarten deren anfängliche Zerbrechlichkeit.